# Navire-école

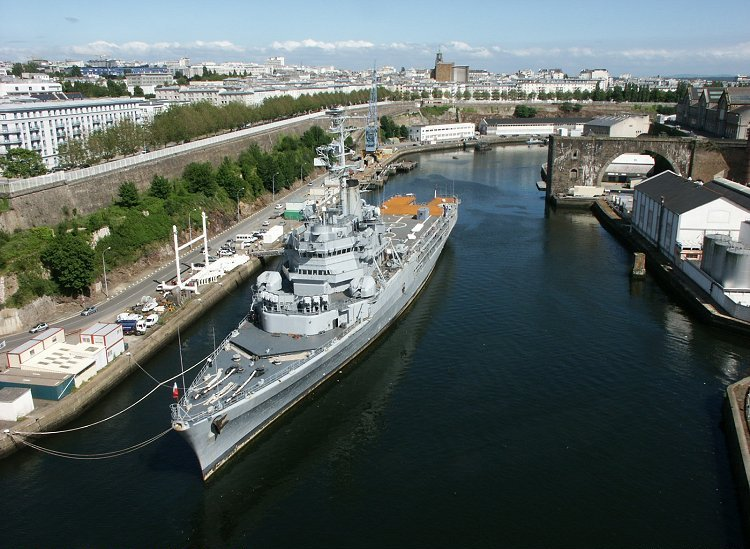
Jeanne d'Arc

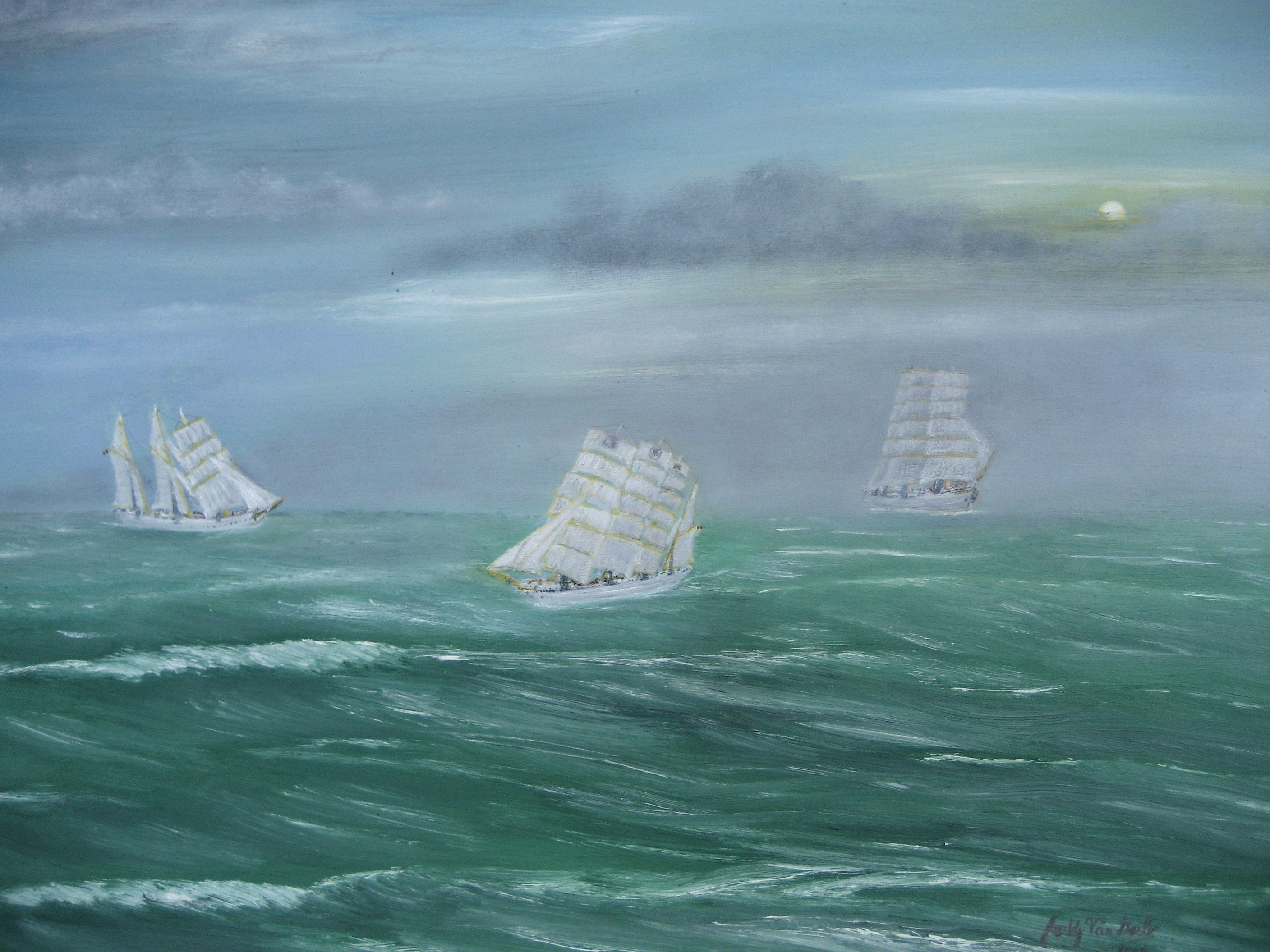
3 navires-école belges Le Mercator, L'Avenir et le Comte de Smet de Naeyer

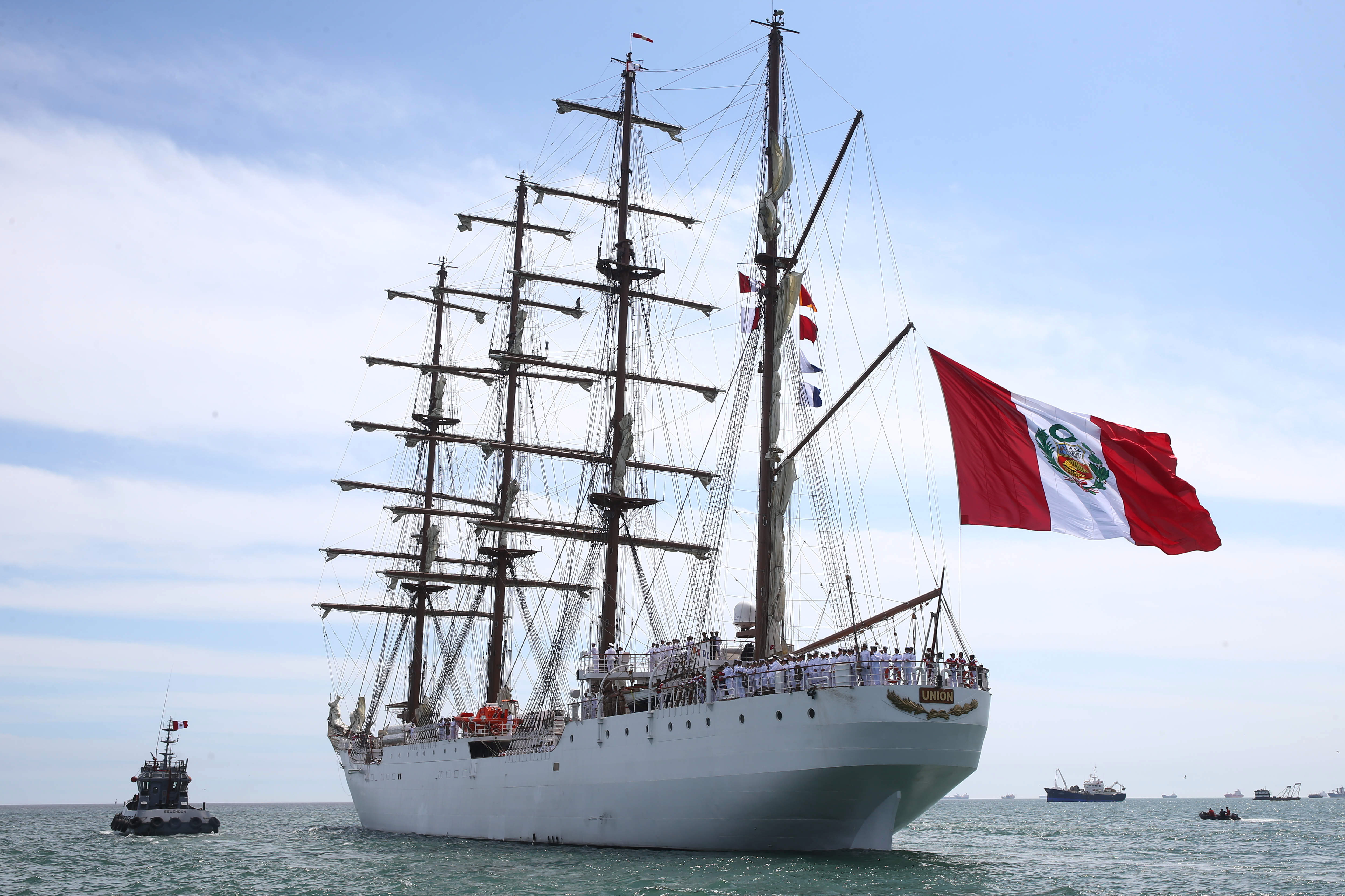
BAP Unión - Callao, 2017

Un navire-école est un navire destiné à la familiarisation ou à la découverte de la mer et de la navigation. Plusieurs marines marchandes et marines nationales possèdent leurs propres navires-écoles pour la formation des professionnels de la mer.
Le navire-école diffère du bateau-école qui, lui, sert à passer les divers permis de bateaux à moteur de plaisance.

## Navires-écoles dans le monde

### Algérie
- Le navire El-Mellah est un voilier à trois mâts qui sert, depuis 2017, de navire-école à la marine algérienne, il est le plus récent du monde.

### Argentine
- Le Libertad (ou ARA Libertad (Q-2)) est un trois-mâts carré argentin qui sert, depuis 1960, de navire-école à la marine argentine. Construit en Argentine, il est l'un des plus grands voiliers du monde.

### Brésil
- Le Tocorimé Pamatojari est une goélette fabriquée à l’aide de techniques de construction navale locales.

### France
- La Marine nationale française utilisa des voiliers comme L'Armorique, la Belle Poule, le Sylphe, la série des Borda entre 1840 et 1912, les Jeanne d'Arc, avec le croiseur-cuirassé (1899), le croiseur école (1930) et le porte-hélicoptères (1964), le Type Léopard, puis un bâtiment de projection et de commandement de la classe Mistral, pour l'entraînement et la formation de ses officiers élèves.
- Le Saint-Elme fut, en 1876 à Arcachon, le premier navire-école de la marine marchande française appartenant à l'école Saint-Elme.
- Le Belem est un ancien voilier de charge, reconverti en Italie comme navire-école. Aujourd'hui, il sert de voilier d'initiation et de découverte pour des stagiaires volontaires.
- Le Duchesse Anne est un ancien voilier-école de la marine marchande allemande, reconverti comme bateau musée dans le port de Dunkerque où il se visite.

### Belgique
- Le Mercator, construit en 1932 en Écosse, est un ancien voilier-école de la marine marchande belge, encore visible aujourd'hui dans le port d'Ostende

### Canada
- Au Canada, la Marine royale canadienne utilise le voilier NCSM Oriole (KC 480) comme navire-école et d'entraînement, ainsi que les huit navires de la classe Orca.

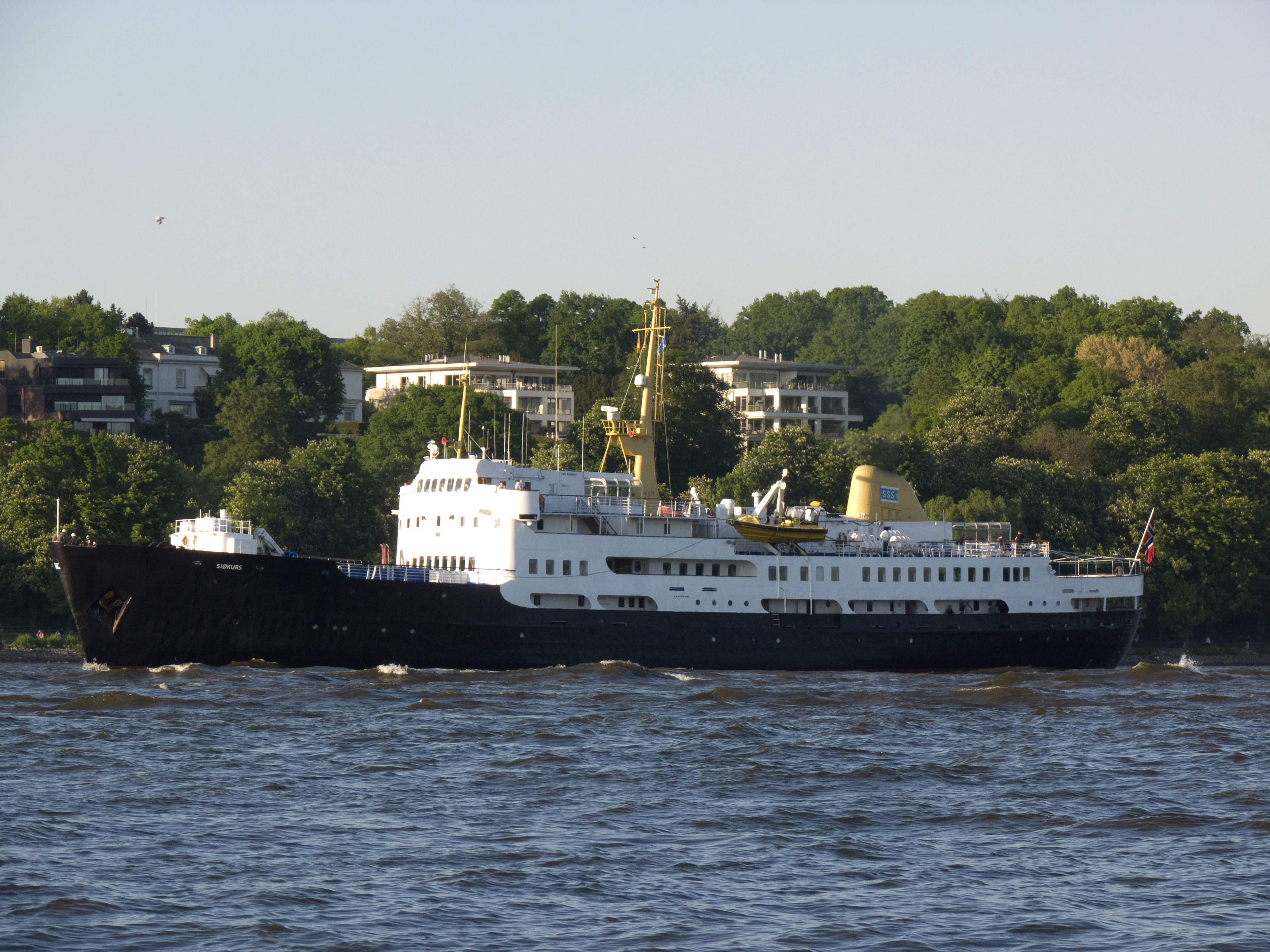
Sjøkurs - Hambourg, 2011

Le Jacques Cartier fut un navire-école et un navire météorologique de la Compagnie générale transatlantique entre 1920 et 1929.

### Espagne

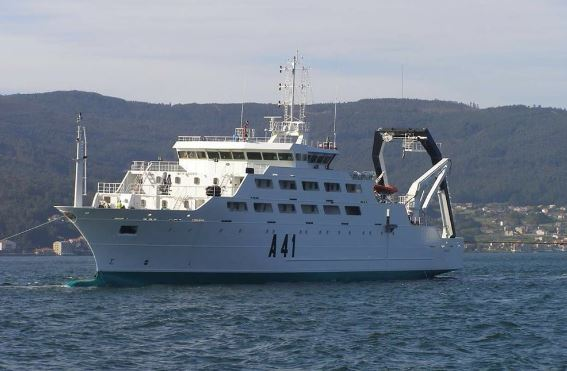
Intermares (A-41) de l'Armada espagnole

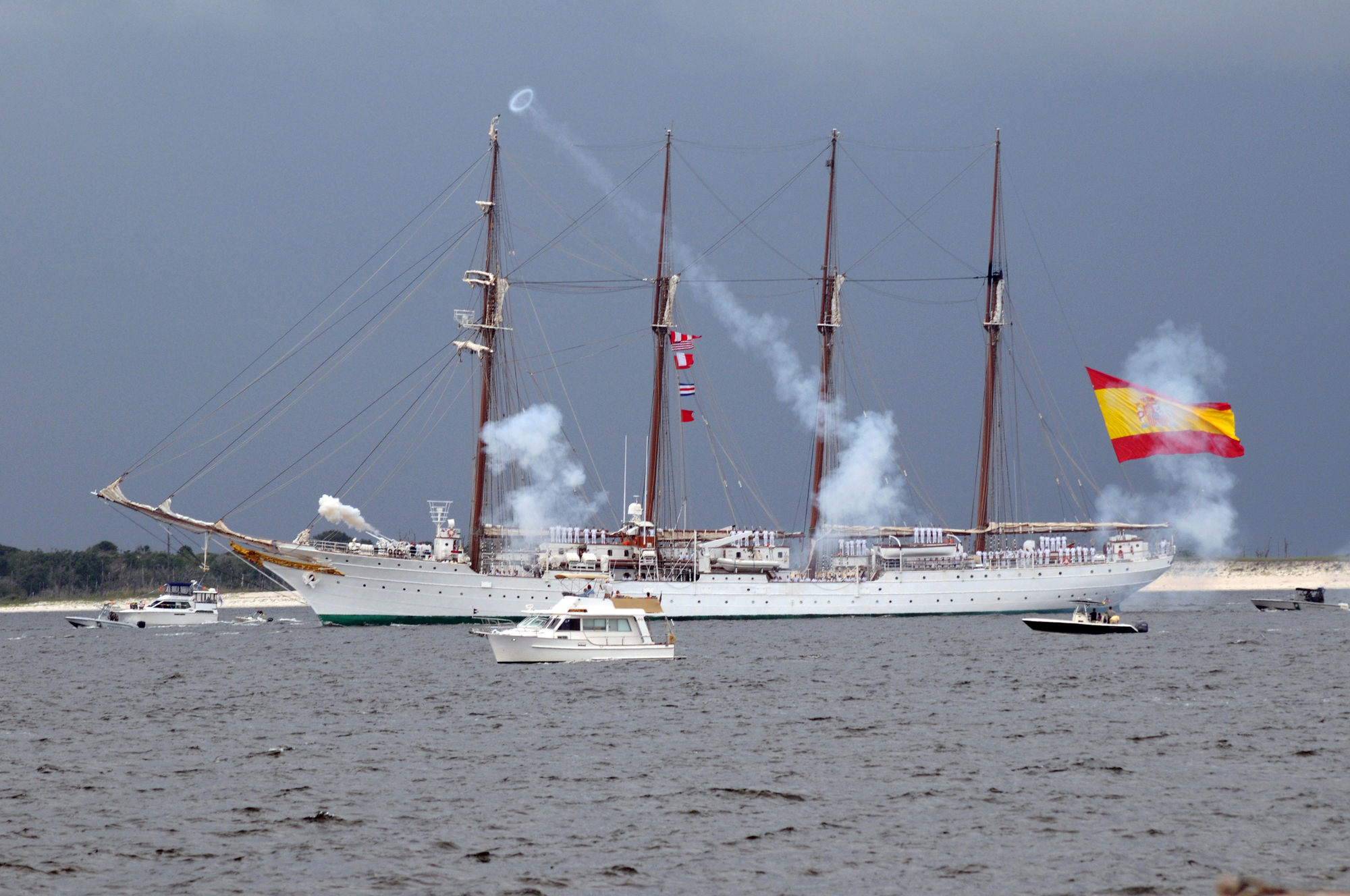
Voilier école de l'Armada espagnole, le Juan Sebastián de Elcano

L'Armada espagnole utilise l'Intermares (A-41) en bateau de grand tonnage, le Juan Sebastián de Elcano en voilier école, le Giralda (ketch) en petit voilier école et la Classe Rodman-66 comme navire patrouilleur école pour la marine et les gardes-côtes.

### Italie
- L’Amerigo Vespucci est un voilier-école italien. Il appartient à la Marina militare, la marine militaire italienne, utilisé à la formation des élèves officiers. Il est actuellement l'un des plus anciens trois-mâts carré à naviguer, le plus ancien navire-école de la marine italienne en service et un des plus grands voiliers école militaire du monde.

### Pérou
- Au Pérou, la Marine de guerre utilise le voilier BAP Unión comme navire-école et d'entraînement, il est le deuxième plus grand du monde.

### Norvège
- Le navire norvégien Sjøkurs est un ancien navire mixte (passagers et marchandises) construit en 1956 ; ce navire à propulsion diesel a été reconverti en navire école en 2000[1].

### Chili
- L’Esmeralda est le voilier école de la marine chilienne, c'est un quatre-mâts goélette à brigantine en acier.